# مايك سميث (لاعب هوكي الجليد)
مايك سميث (بالإنجليزية: Mike Smith)‏ (و. 1982  م) هو لاعب هوكي الجليد، من كندا، ولد في كينغستون، شارك في الألعاب الأولمبية الشتوية 2014، يلعب كحارس مرمى ‏.

## روابط خارجية
- مايك سميث على موقع دوري الهوكي الوطني (الإنجليزية)
- مايك سميث على موقع EliteProspects.com (الإنجليزية)
- مايك سميث على موقع Eurohockey.com (الإنجليزية)
- مايك سميث على موقع HockeyDB.com (الإنجليزية)
- مايك سميث على موقع Hockey-Reference.com (الإنجليزية)
- مايك سميث على موقع أوليمبيديا (الإنجليزية)